# Freccia Vallone 1951
La Freccia Vallone 1951, quindicesima edizione della corsa, si svolse il 21 aprile 1951 per un percorso di 220 km. La vittoria fu appannaggio dello svizzero Ferdi Kübler, che completò il percorso in 6h21'59" precedendo l'italiano Gino Bartali e il francese Jean Robic.
Al traguardo di Liegi furono 47 i ciclisti, dei 148 partiti da Charleroi, che portarono a termine la competizione.

## Ordine d'arrivo (Top 10)
| Pos. | Corridore        | Squadra            | Tempo    |
| ---- | ---------------- | ------------------ | -------- |
| 1    | Ferdi Kübler     | Fréjus             | 6h21'59" |
| 2    | Gino Bartali     | Bartali-Brooklyn   | s.t.     |
| 3    | Jean Robic       | Fiorelli           | s.t.     |
| 4    | Louison Bobet    | Bottecchia         | s.t.     |
| 5    | Nedo Logli       | Ganna              | a 24"    |
| 6    | Jean Brun        | Terrot             | s.t.     |
| 7    | Marcel Kint      | Mercier-Hutchinson | s.t.     |
| 8    | Bernard Gauthier | Mercier-Hutchinson | s.t.     |
| 9    | Fiorenzo Magni   | Ganna              | s.t.     |
| 10   | Raymond Impanis  | Girardengo-Ursus   | s.t.     |